# (189) Фтия
(189) Фтия (др.-греч. Φθία) — небольшой каменный астероид главного пояса.
Имеет довольно большой альбедо поверхности. Был открыт 9 сентября 1878 года германо-американским астрономом К. Г. Ф. Петерсом в Клинтоне, США.
Назван в честь Фтиотиды (Фтии) — области в Древней Греции.

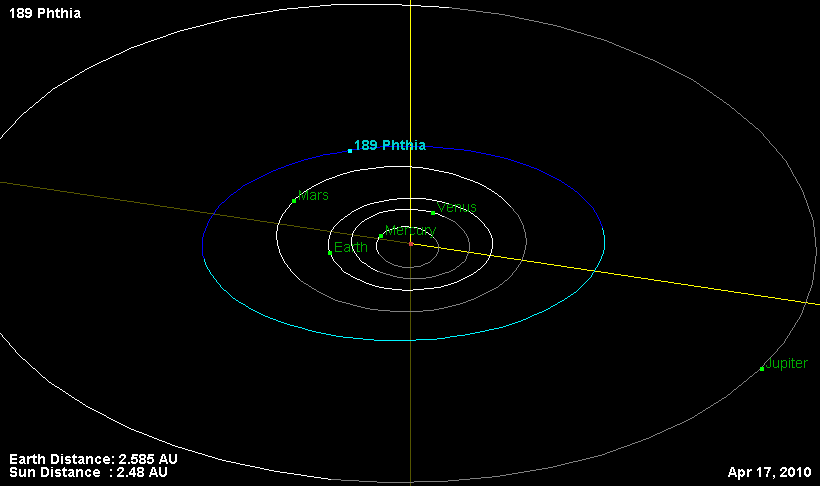
Орбита астероида Фтия и его положение в Солнечной системе